# Arbre à thé
Melaleuca alternifolia
Espèce
Classification phylogénétique
L'arbre à thé, ou tea tree en anglais (Melaleuca alternifolia), est une espèce de plantes à fleurs de la famille des Myrtaceae. C'est un arbuste originaire d'Australie.
En anglais, c'est l'un des « tea trees », terme qui prête à confusion notamment avec le théier (Camellia sinensis) mais aussi avec d'autres arbres de la famille des Myrtacées, car en Australie, plusieurs espèces du genre Melaleuca sont aussi appelés tea tree ainsi que l'espèce Leptospermum scoparium, le manuka, d'un genre proche. L'arbre à thé est parfois appelé mélaleuque à feuilles alternes dans certains ouvrages traitant des huiles essentielles.

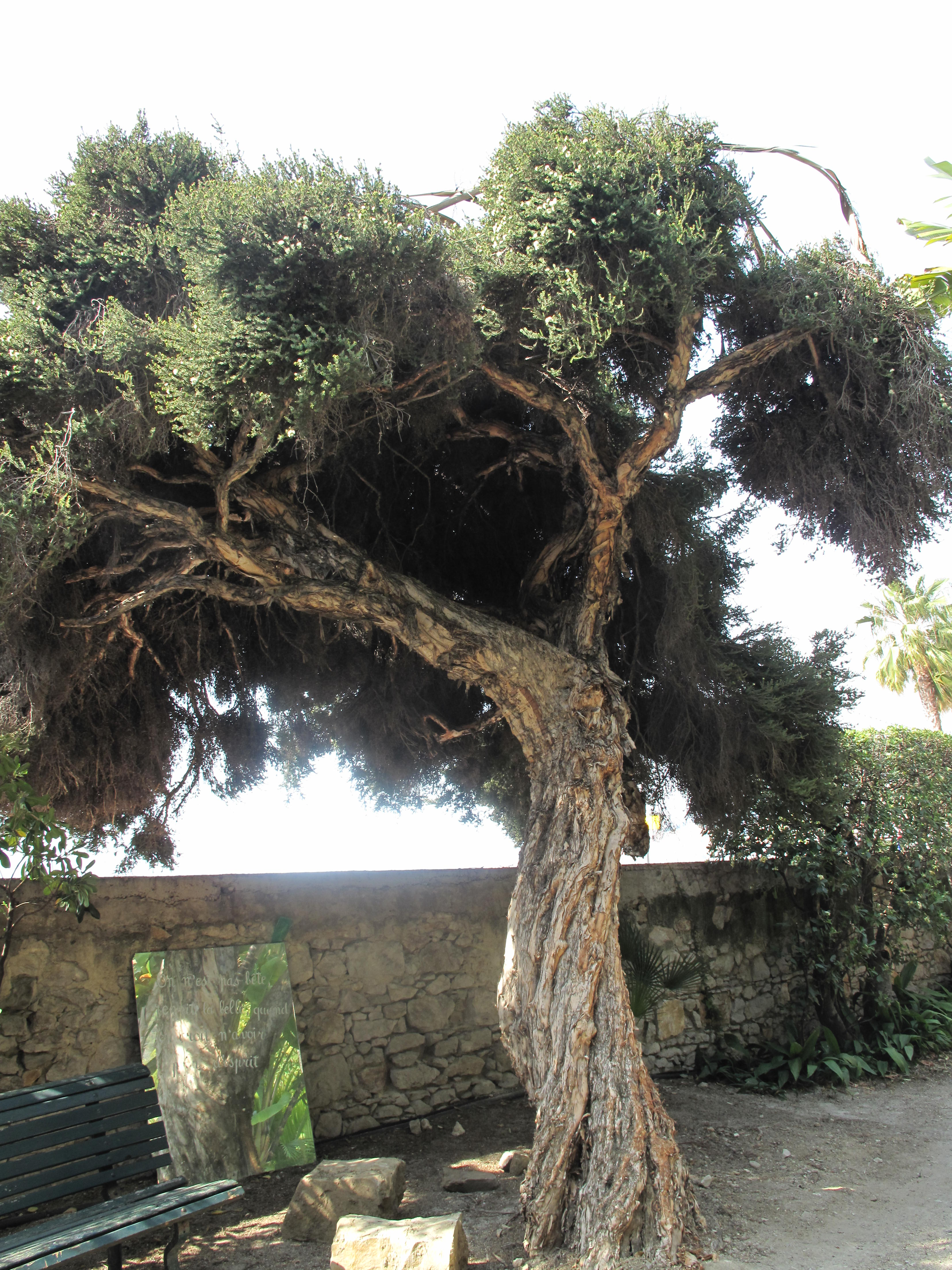
M. alternifolia

On extrait des feuilles de l'arbre à thé une huile essentielle : l'huile d'arbre à thé, utilisée en phytothérapie. Cette huile est voisine de l'huile « goménolée » extraite du niaouli.

## Étymologie et histoire
Le nom de genre Melaleuca est dérivé du grec melas μελα « pomme » et leukos λευκο « blanc ».
L'épithète spécifique alternifolia est dérivé du latin alternus « alternant » et folium « feuille ».
Le genre Melaleuca a été créé en 1767 par Linné dans Mantissa Plantarum (p. 105), pour classer l'unique espèce qu'il connaissait indirectement M. leucadendra, car elle avait été décrite par Rumphius dans Herbarium amboinense (1744-1755). Un siècle et demi plus tard, les botanistes Maiden et Betche (en) décrivent Melaleuca alternifolia et distinguent une de ses variétés aux feuilles alternes et plus petites, sous le nom de Melaleuca linariifolia var. alternifolia. En 1924, Cheel considéra que les différences entre les deux, ajouté à une isolation géographique, étaient suffisantes pour monter la variété au niveau de l'espèce M. alternifolia.
Le nom de « tea tree » aurait été donné par le capitaine James Cook lors de son voyage autour du monde, lorsqu'en 1770, il aborda la côte est d'Australie et que les marins firent du thé avec les feuilles d'un arbre de la famille des Myrtacées, peut-être un Leptospermum. Le naturaliste de l'expédition, Joseph Banks, récolta des spécimens de ces tea trees qu'il ramena à Londres. Une fois arrivé, il engagea cinq artistes pour illustrer son immense collection et chargea le botaniste Solander de la gérer. Mais jamais, il ne publia quelque chose de son vivant. Les premières descriptions botaniques des tea trees furent finalement faites au début du XXe siècle, par Maiden et Betche, des botanistes britannique et allemand, qui travaillaient en Australie.
Les feuilles de divers Melaleuca étaient traditionnellement utilisées par les aborigènes d'Australie contre le rhume, la fièvre et les congestions. Ils écrasaient les feuilles pour en inhaler l'essence ou les faisaient infuser pour en boire la tisane.
Que Melaleuca alternifolia ait précisément reçu cette utilisation traditionnelle par les aborigènes est plus difficile à établir, quoiqu'il semble que les feuilles servaient à faire un cataplasme appliqué sur les blessures.

## Description

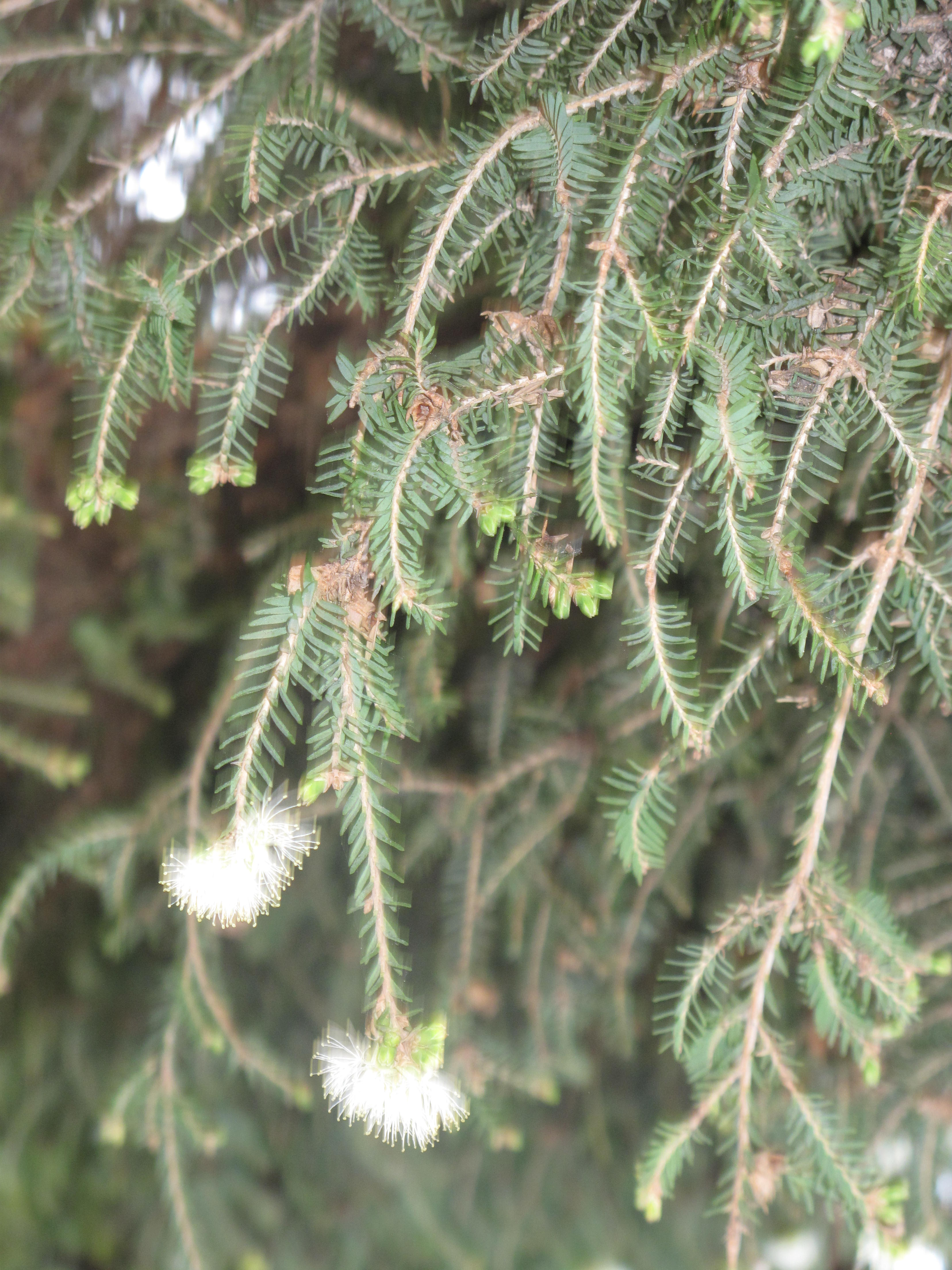
M. alternifolia en fleur (à Menton, en France).

Le Melaleuca alternifolia est un arbuste de 4-6 m de haut. L'écorce du tronc est parcheminée, lisse et claire et se détache souvent en fines lamelles.
Ses feuilles alternes ou subopposées sont aciculaires (en forme d'aiguille), de 1 - 3,5 cm de long, et de moins d'un millimètre de large, persistantes, coriaces et d'un vert brillant. Elles sont très riches en huile essentielle (environ 2 %).
Les inflorescences sont des épis comportant de 8 à 24 petites fleurs blanches. Chaque fleur est constituée de 4 sépales, 4 pétales ovés, de 2 mm de long, 5 colonnes staminales (sur lesquelles sont fixés par de courts filaments de nombreuses anthères) et d'un petit stigmate à l'extrémité du style. Avant l'éclosion, toutes les parties florales sont enfermées à l'intérieur des pétales blancs. Quand les pétales s'écartent, les colonnes staminales se déroulent et exposent les étamines à l'aspect de plumes.
Le pollen est libéré avant que le stigmate ne soit réceptif (protandrie). La pollinisation se fait par les insectes (abeilles, papillons, guêpes, mouches, coléoptères).
En Australie, la floraison a lieu de la mi-octobre à fin novembre.
Le fruit produit d'innombrables graines minuscules.

## Distribution
Melaleuca alternifolia pousse à l'état sauvage dans l'est de l'Australie (côte nord-est de la Nouvelle-Galles du Sud et du sud-est du Queensland).
Il croît dans les marécages, et le long des cours d'eau, sur des sols argileux et sablonneux, dans un climat subtropical avec d'abondantes pluies annuelles.
Il a été introduit aux États-Unis, au Zimbabwe, en Nouvelle-Zélande et en Chine.
Il est cultivé dans sa région d'origine en Australie mais aussi dans diverses régions du monde.

## L'huile essentielle
L'huile essentielle de Melaleuca alternifolia est obtenue par entraînement à la vapeur d'eau à partir de feuilles et de tiges de ce M. alternifolia, de M. linariifolia et de M. dissitiflora et d'autres espèces de Melaleuca.